# 杜宥
杜宥（？—？），南直隸江陰縣人，明朝政治人物。

## 生平
正統十二年（1447年）舉丁卯科應天鄉試第十七名，景泰五年（1454年）登甲戌科進士，授監察御史。景泰六年，因災異頻發，杜宥、倪敬、羅俊、黃讓、汪清、盛昶六位御史偕同上疏，請求廉政，減營造。景帝不悅，下書至禮部。而禮部官員稱讚六人忠愛。景帝聽後仍然不寬恕。不久，詔令都御史蕭維禎考察其屬，命罷免這些人。受牽連的十六位御史均被貶為典史。
明英宗發動奪門之變后，詔命此等人均為知縣。杜宥任英德縣知縣，并率眾抵禦當地寇亂。隨後升為韶州通判，因病辭職歸鄉。